# تشارلز إس. سبنسر
تشارلز إس. سبنسر (بالإنجليزية: Charles S. Spencer)‏ هو عالم آثار أمريكي، ولد في 12 يونيو 1950.